# Disposta a tutto (film 1995)
Disposta a tutto (The Surrogate) è un film statunitense del 1995 diretto da Jan Egleson e Raymond Hartung.

## Trama
Joan e Stewart (interpretati da Connie Sellecca e David Dukes), una coppia sposata da anni e senza figli, incontra una giovane studentessa d'arte, Amy Winslow (Alyssa Milano), e le offre un compenso per fare da portatrice nella maternità surrogata. La giovane accetta e va a vivere presso la famiglia che la riempie di attenzioni, anche eccessive. 
Un giorno la ragazza, rovistando nella cantina della villa della coppia, si imbatte in vestitini di neonato sporchi di sangue e in vecchi videotape di Joan che culla un neonato piangente. Si scopre così che la coppia, in realtà, aveva già avuto un bambino, morto in circostanze misteriose.